# ガドリニウム
ガドリニウム (英: gadolinium [ˌɡædɵˈlɪniəm]) は原子番号64の元素。元素記号は Gd。希土類元素の一つ。ランタノイドに属す。

## 名称
ガドリニウムの語源は、フィンランドの鉱物学者である
ヨハン・ガドリン (J.Gadolin, 1760-1852) から。ヨハンはイットリア鉱石からガドリニウムを分離したほか、同鉱石の主成分であるイットリウムを発見したことでも知られる。

## 性質
銀白色（白色）で展延性のある希土類。常温、常圧で安定な結晶構造は、六方最密充填構造 (HCP)。1235 °Cを超えると体心立方格子のβ形に変わる。比重は7.9、融点は1312 °C、沸点は約3000 °C。水にゆっくりと溶け、酸には易溶。安定な原子価は+3価。
ガドリニウムは、最大14個の電子が入る 4f 軌道が、占有可能な電子数の半分にあたる7個の電子で占有されており、7つの不対電子を持つ。そのため、7つの異なる軌道に合成スピン角運動量による磁気モーメントが最大となる。このことからガドリニウム錯体（Gd-DOTA 等）は磁性材料や MRI 検査用の造影剤（T1短縮効果）に利用されている。
3価の陽イオン Gd3+ も 4f7 の球対称な電子配置を取るため、化合物中の原子価も無色の3価が唯一安定な状態となる。
室温以下で強磁性も示し、そのキュリー点は20 °C (292 K) である。
また、ガドリニウムは中性子吸収断面積が非常に大きいので、原子炉の制御材料などに使われる。中でもガドリニウム157の吸収力が優れている。

## 歴史
ジャン・マリニャック (J.C.G.de Marignac) が1880年に発見。
2025年4月、アメリカ合衆国は、中国を含む対米貿易赤字額が大きい国・地域に相互関税を賦課すると発表。これに中国は、ガドリニウムを含む一部の中・重希土類の輸出規制を持ち出して対抗した。

## ガドリニウムの化合物
- 酸化ガドリニウム(III) (Gd2O3) - ガドリニアとも呼ばれる
- ガリウム・ガドリニウム・ガーネット (Gd3Ga5O12)

## 同位体
- 153Gd は、X線吸光光度分析法や骨粗鬆症のための骨密度測定等のX線源として用いられる。
- 157Gd は、ガドリニウムの同位体の中でも熱中性子[4]に対する吸収断面積が25万4000バーンと極めて高く、中性子捕捉療法の中性子吸収剤としての利用が期待されている。